# Рейна, Клаудио
Кла́удио Ре́йна (исп. Claudio Reyna; 20 июля 1973, Ливингстон, Нью-Джерси) — американский футболист аргентинского происхождения. В составе сборной США принимал участие в четырёх чемпионатах мира (1994, 1998, 2002, 2006). Участник Олимпийских игр 1992 и 1996 годов.
22 мая 2013 года был назначен спортивным директором клуба «Нью-Йорк Сити» лиги MLS.
С 21 ноября 2019 года занимает должность спортивного директора американского клуба «Остин».

## Клубная карьера
В Нью-Джерси Рейна стал игроком-юниором в подготовительной школе Святого Бенедикта, будучи товарищем по команде Грегга Берхалтера. Он окончил Санкт-Бенедикт в 1991 году. В течение трех лет Рейны с командой, Сент-Бенедикт был непобедим (65-0), в то время как Рейна был назван единственным двукратным игроком года в средней школе по мнению журнала «Парад» и национальным игроком года «Гейторейд». В 1999 году он был назван журналом «The Star-Ledger» одним из десяти лучших футболистов средней школы Нью-Джерси 1990-х годов.

## Международная карьера

### Голы за сборную США
| #   | Дата           | Место            | Противник | Счёт | Результат | Соревнование                            |
| --- | -------------- | ---------------- | --------- | ---- | --------- | --------------------------------------- |
| 01. | 20 апреля 1994 | Давидсон, США    | Молдова   | 3:0  | 3:0       | Товарищеский матч                       |
| 02. | 7 мая 1994     | Фуллертон, США   | Эстония   | 2:0  | 4:0       | Товарищеский матч                       |
| 03. | 18 июня 1995   | Вашингтон, США   | Мексика   | 4:0  | 4:0       | 1995 U.S. Cup                           |
| 04. | 90 июня 1996   | Фоксборо, США    | Ирландия  | 2:1  | 2:1       | 1996 U.S. Cup                           |
| 05. | 9 ноября 1997  | Бернаби, Канада  | Канада    | 1:0  | 3:0       | Чемпионат мира 1998 (отборочный турнир) |
| 06. | 22 апреля 1998 | Вена, Австрия    | Австрия   | 3:0  | 3:0       | Товарищеский матч                       |
| 07. | 6 февраля 1999 | Джэксонвилл, США | Германия  | 3:0  | 3:0       | Товарищеский матч                       |
| 08. | 3 июня 2000    | Вашингтон, США   | ЮАР       | 3:0  | 4:0       | 2000 U.S. Cup                           |

## Достижения
Командные
 «Рейнджерс»

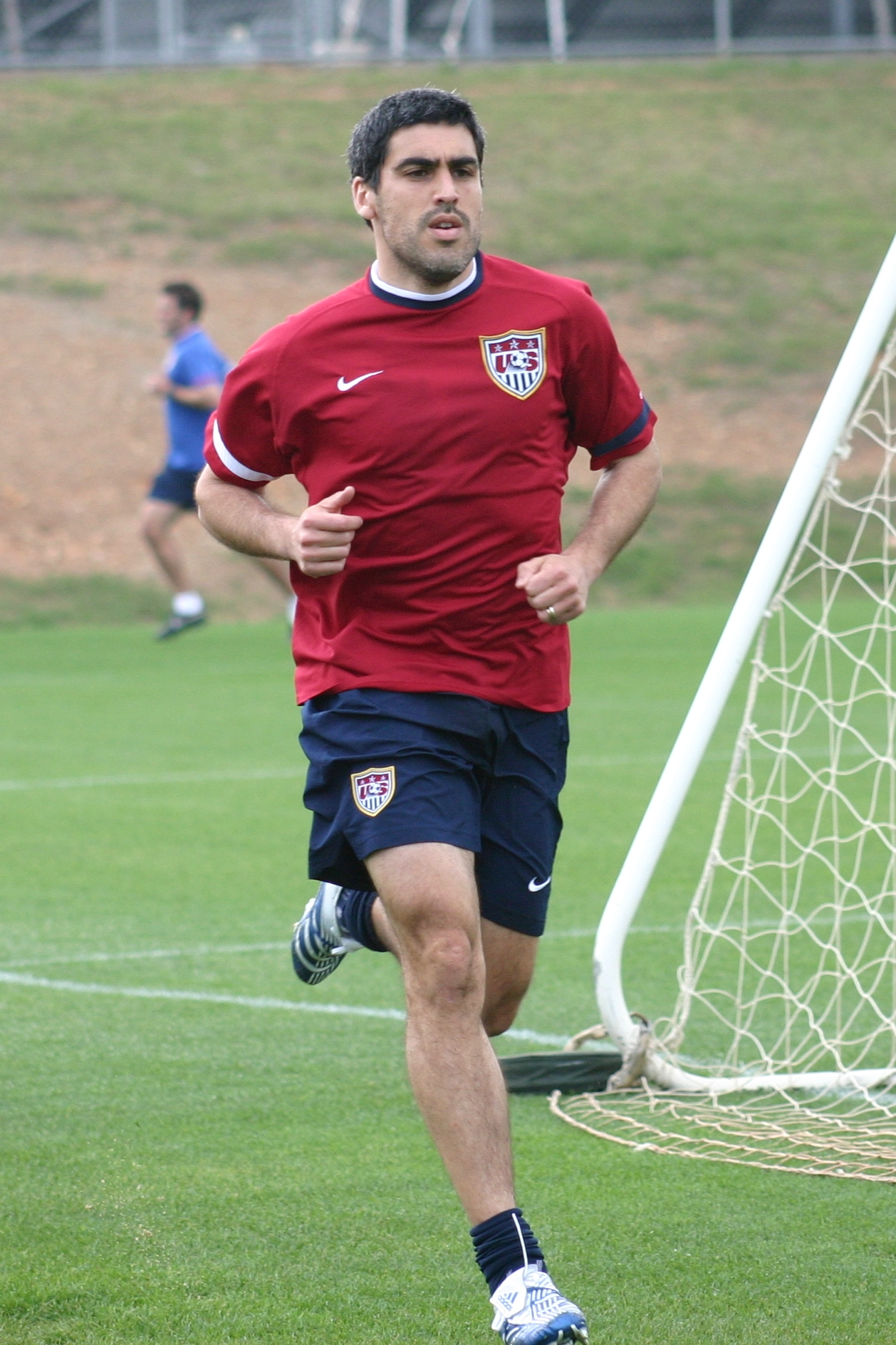
Рейна на тренировке сборной США

- Чемпионат Шотландии по футболу — 1999/2000
- Обладатель Кубка Шотландии — 1999/2000

Международные
 США
- Победитель Панамериканских игр — 1991

## Личная жизнь
Отец Рейны — аргентинский футболист, жена Даниель Эган — игрок женской сборной США по футболу, сын Джованни — атакующий полузащитник клуба «Боруссия Дортмунд».